# Кенсай (Восточно-Казахстанская область)
Кенсай (каз. Кеңсай, до 1998 г. — Мичуринское) — аул в Зайсанском районе Восточно-Казахстанской области Казахстана. Административный центр Кенсайского сельского округа. Находится на реке Уйдене примерно в 5 км к западу от районного центра, города Зайсан. Код КАТО — 634637100.

## Население
В 1999 году население аула составляло 1015 человек (482 мужчины и 533 женщины). По данным переписи 2009 года, в ауле проживал 891 человек (436 мужчин и 455 женщин).